# Mussie Zerai
Mussie Zerai, né en 1975 à Asmara en Érythrée, également connu sous le nom de Abba Mussie Zerai, Moses Zerai et père Moses, est un prêtre catholique engagé dans des actions de sauvetage de migrants en Mer Méditerranée lors de la crise migratoire en Europe.

## Biographie
Né à Asmara, Zerai fut élevé par sa grand-mère avec sept frères et sœurs après le décès de sa mère. Son père, arrêté un moment par la police secrète, avait fui le pays pour se réfugier en Italie.
À l'âge de 14 ans, Mussie Zerai fuit également vers l'Italie où il demande l'asile et obtient un permis de résidence,.
Vivant plusieurs années de petits boulots, il fait la connaissance d'un prêtre italien actif dans l'assistance aux migrants. Il entre au séminaire en 2000 et étudie pendant trois ans auprès des missionnaires scalabriniens à Plaisance (Piacenza). À partir de 2003 il travailla pour l'organisation des Missionnaires de Saint-Charles à Rome. Il est ordonné prêtre catholique en 2010.
Depuis 2012, Mussie Zerai vit en Suisse, d'abord à Fribourg puis à Erlinsbach où il est prêtre pour les communautés érythréenne et éthiopienne.
Le Peace Research Institute Oslo a proposé Mussai Zerai pour le prix Nobel de la paix de 2015,.
Il apparaît dans le Time 100 en 2016.

## Aide aux migrants
En 2003 Mussie Zerai accompagne un journaliste comme traducteur et récolte le témoignage de migrants africains détenus en Libye sous le régime de Kadhafi. Un migrant inscrit son numéro de téléphone sur le mur de sa geôle pour pouvoir le contacter. À partir de ce moment, le numéro de téléphone de Mussie Zerai va circuler parmi les migrants du Nord de l'Afrique et de l'ensemble du  bassin méditerranéen. Quotidiennement Mussie Zeraï reçoit des appels de détresse de migrants en mer et sert de relais avec les secours italiens. 
En 2006, fort de son expérience personnelle de migrant et de ses actions en assistance aux réfugiés, Zerai co-fonde l'association Habheshia, une organisation active dans l'assistance aux réfugiés. Habeshia (sangs mêlés, mélange), est un surnom donné aux habitants d'Érythrée et de l'Éthiopie (Abyssinie).